# Elecciones municipales de 2023 en Gran Canaria
El 28 de mayo de 2023 se celebran elecciones municipales en los 21 municipios de la isla canaria de Gran Canaria. Ese día también se celebran elecciones al Cabildo de Gran Canaria y al Parlamento de Canarias.

## Resumen de alcaldías
| Municipio                                       | Con | 2023                                              | 2024                                              | 2025                                   |
| ----------------------------------------------- | --- | ------------------------------------------------- | ------------------------------------------------- | -------------------------------------- |
| Las Palmas de GC                                | 29  | Carolina Darias (PSOE-NCa-USP)                    | Carolina Darias (PSOE-NCa-USP)                    | Carolina Darias (PSOE-NCa-USP)         |
| Telde                                           | 27  | Juan Antonio Peña (CIUCA-PP-CC-+XT)               | Juan Antonio Peña (CIUCA-PP-CC-+XT)               | Juan Antonio Peña (CIUCA-PP-CC-+XT)    |
| S. Bartolomé de Tirajana                        | 25  | Marco Aurelio Pérez (PP/AV-CC)                    | Marco Aurelio Pérez (PP/AV-CC)                    | Marco Aurelio Pérez (PP/AV-CC)         |
| Santa Lucía de Tirajana                         | 25  | Francisco García (FAC-PSOE-UxGC)                  | Francisco García (FAC-PSOE-UxGC)                  | Francisco García (FAC-PSOE-UxGC)       |
| Agüimes                                         | 21  | Óscar Hernández (RA)                              | Óscar Hernández (RA)                              | Óscar Hernández (RA)                   |
| Arucas                                          | 21  | Juan Jesús Facundo (PSOE-PP-NCa)                  | Juan Jesús Facundo (PSOE-PP-NCa)                  | Juan Jesús Facundo (PSOE-PP-NCa)       |
| Gáldar                                          | 21  | Teodoro Sosa (BNR)                                | Teodoro Sosa (BNR)                                | Teodoro Sosa (BNR)                     |
| Ingenio                                         | 21  | José L. Fabelo (FD-PP)                            | Vanesa Martín (FD-Somos/PP)                       | Vanesa Martín (FD-Somos/PP)            |
| Mogán                                           | 21  | Onalia Bueno (JPM/CC)                             | Onalia Bueno (JPM/CC)                             | Onalia Bueno (JPM/CC)                  |
| Santa Brígida                                   | 17  | José Miguel Bravo de Laguna1 (UxGC-Ando/NCa-PSOE) | José Miguel Bravo de Laguna1 (UxGC-Ando/NCa-PSOE) | J. Armengol (Ando-UxGC-PSOE)           |
| Santa María de Guía                             | 17  | P. Rodríguez (JPG-PSC)                            | Alfredo Gonçalves (PSOE-UxGC-AG-PP-CC)            | Alfredo Gonçalves (PSOE-UxGC-AG-PP-CC) |
| Teror                                           | 17  | Sergio Nuez1 (PP-PSOE)                            | Sergio Nuez1 (PP-PSOE)                            | J. Arencibia (PSOE-PP)                 |
| Agaete                                          | 13  | Jesús González (BNR-PSOE)                         | Jesús González (BNR-PSOE)                         | Mª C. Rosario (PP)                     |
| La Aldea de San Nicolás                         | 13  | Víctor Hernández1 (PP-NCa)                        | Víctor Hernández1 (PP-NCa)                        | Pedro Suárez (NCa-PP)                  |
| Firgas                                          | 13  | Alexis Henríquez (PSOE-UxGC-CC-PP)                | Alexis Henríquez (PSOE-UxGC-CC-PP)                | Alexis Henríquez (PSOE-UxGC-CC-PP)     |
| Moya                                            | 13  | Raúl Afonso (PP)                                  | Raúl Afonso (PP)                                  | Raúl Afonso (PP)                       |
| Valsequillo                                     | 13  | Francisco Atta (ASBA-CC)                          | Francisco Atta (ASBA-CC)                          | Francisco Atta (ASBA-CC)               |
| Vega de San Mateo                               | 13  | Alexis Ramos (UV-ASM-PSC)                         | Davinia Falcón (AVESAN)                           | Davinia Falcón (AVESAN)                |
| Valleseco                                       | 11  | José Luis Rodríguez Quintana (PP)                 | José Luis Rodríguez Quintana (PP)                 | José Luis Rodríguez Quintana (PP)      |
| Artenara                                        | 9   | Jesús Díaz Luján (PP)                             | Jesús Díaz Luján (PP)                             | Jesús Díaz Luján (PP)                  |
| Tejeda                                          | 9   | Francisco Perera (AET)                            | Francisco Perera (AET)                            | Francisco Perera (AET)                 |
| 1Gobernarán solo al principio de la legislatura |     |                                                   |                                                   |                                        |

Cabe indicar que en 2025 los alcaldes de Gáldar (Teodoro Sosa), Agüimes (Óscar Hernández), Santa Lucía de Tirajana (Francisco García), Tejeda (Francisco Perera) y Valsequillo (Francisco Atta) abandonaron la coalición de sus partidos con Nueva Canarias para crear una nueva agrupación política  llamada Primero Canarias Municipalistas. A este nuevo partido también se han unido parcialmente Forum Drago (Ingenio), Juntos por Guía (Santa María de Guía), Compromiso por Firgas (Firgas) y Unión Veguera (Vega de San Mateo), sumando 22 concejales que estaban adscritos a Nueva Canarias. Algunos de estos concejales incluso siguen formando parte de gobiernos que siguen liderados por NCa. De este modo, sumando las mociones de censura y considerando cambios de gobierno, Nueva Canarias pasaría de tener ocho alcaldías en 2023 a conservar solo dos en 2025 en los municipios de La Aldea de San Nicolás y Santa Brígida.

## Agaete
| Agaete 13 concejales | Candidatura | Candidatura                                    | Votos | %                               | Con.                            |
| -------------------- | ----------- | ---------------------------------------------- | ----- | ------------------------------- | ------------------------------- |
| Agaete 13 concejales |             | Partido Popular (PP)                           | 1.516 | 42,16                           | 6                               |
| Agaete 13 concejales |             | Bloque Nacionalista Rural-N. Canarias (BNR-NC) | 1.245 | 34,63                           | 4                               |
| Agaete 13 concejales |             | Partido Socialista Obrero Español (PSOE)       | 772   | 21,47                           | 3                               |
| Agaete 13 concejales |             | Unidos por Gran Canaria (UxGC)                 | 30    | 0,83                            |                                 |
| Agaete 13 concejales | En blanco   | En blanco                                      | 32    | 0,89                            |                                 |
| Agaete 13 concejales | Votos nulos | Votos nulos                                    | 50    | Participación: \| \| 77,90 % \| | Participación: \| \| 77,90 % \| |
| Agaete 13 concejales | Votantes    | Votantes                                       | 3.645 | Participación: \| \| 77,90 % \| | Participación: \| \| 77,90 % \| |
|                      | 77,90 %     |                                                |       |                                 |                                 |

## Agüimes
| Agüimes 21 concejales | Candidatura | Candidatura                                      | Votos  | %                               | Con.                            |
| --------------------- | ----------- | ------------------------------------------------ | ------ | ------------------------------- | ------------------------------- |
| Agüimes 21 concejales |             | Agrupación de Electores Roque Aguayro (RA)       | 7.854  | 53,58                           | 14                              |
| Agüimes 21 concejales |             | Partido Socialista Obrero Español (PSOE)         | 1.862  | 12,70                           | 3                               |
| Agüimes 21 concejales |             | Coalición Canaria (CCa)                          | 1.570  | 10,71                           | 2                               |
| Agüimes 21 concejales |             | Vox (VOX)                                        | 1.066  | 7,27                            | 2                               |
| Agüimes 21 concejales |             | Partido Popular (PP)                             | 721    | 4,91                            |                                 |
| Agüimes 21 concejales |             | Unidos por Gran Canaria (UxGC)                   | 598    | 4,07                            |                                 |
| Agüimes 21 concejales |             | Unidas Sí Podemos (USP)                          | 372    | 2,53                            |                                 |
| Agüimes 21 concejales |             | Ciudadanos-Partido de la Ciudadanía (Cs)         | 327    | 2,23                            |                                 |
| Agüimes 21 concejales |             | Ahora Canarias - P. Comunista del Pueblo Canario | 121    | 0,82                            |                                 |
| Agüimes 21 concejales | En blanco   | En blanco                                        | 166    | 1,13                            |                                 |
| Agüimes 21 concejales | Votos nulos | Votos nulos                                      | 181    | Participación: \| \| 57,67 % \| | Participación: \| \| 57,67 % \| |
| Agüimes 21 concejales | Votantes    | Votantes                                         | 14.838 | Participación: \| \| 57,67 % \| | Participación: \| \| 57,67 % \| |
|                       | 57,67 %     |                                                  |        |                                 |                                 |

## Artenara
| Artenara 9 concejales | Candidatura | Candidatura                                     | Votos | %                               | Con.                            |
| --------------------- | ----------- | ----------------------------------------------- | ----- | ------------------------------- | ------------------------------- |
| Artenara 9 concejales |             | Partido Popular (PP)                            | 395   | 50,00                           | 5                               |
| Artenara 9 concejales |             | Partido Socialista Obrero Español (PSOE)        | 273   | 34,55                           | 3                               |
| Artenara 9 concejales |             | Nueva Canarias-Frente Amplio Canarista (NC-FAC) | 103   | 13,03                           | 1                               |
| Artenara 9 concejales |             | Unidos por Gran Canaria (UxGC)                  | 3     | 0,37                            |                                 |
| Artenara 9 concejales |             | Coalición Canaria (CCa)                         | 3     | 0,37                            |                                 |
| Artenara 9 concejales | En blanco   | En blanco                                       | 13    | 1,64                            |                                 |
| Artenara 9 concejales | Votos nulos | Votos nulos                                     | 11    | Participación: \| \| 81,31 % \| | Participación: \| \| 81,31 % \| |
| Artenara 9 concejales | Votantes    | Votantes                                        | 801   | Participación: \| \| 81,31 % \| | Participación: \| \| 81,31 % \| |
|                       | 81,31 %     |                                                 |       |                                 |                                 |

## La Aldea de San Nicolás
| La Aldea de San Nicolás 13 concejales | Candidatura | Candidatura                                     | Votos | %                               | Con.                            |
| ------------------------------------- | ----------- | ----------------------------------------------- | ----- | ------------------------------- | ------------------------------- |
| La Aldea de San Nicolás 13 concejales |             | Partido Socialista Obrero Español (PSOE)        | 1.886 | 41,28                           | 6                               |
| La Aldea de San Nicolás 13 concejales |             | Nueva Canarias-Frente Amplio Canarista (NC-FAC) | 1.371 | 30,02                           | 4                               |
| La Aldea de San Nicolás 13 concejales |             | Partido Popular (PP)                            | 860   | 18,83                           | 3                               |
| La Aldea de San Nicolás 13 concejales |             | Unidos por Gran Canaria (UxGC)                  | 215   | 4,70                            |                                 |
| La Aldea de San Nicolás 13 concejales |             | Coalición Canaria (CCa)                         | 197   | 4,31                            |                                 |
| La Aldea de San Nicolás 13 concejales | En blanco   | En blanco                                       | 38    | 0,83                            |                                 |
| La Aldea de San Nicolás 13 concejales | Votos nulos | Votos nulos                                     | 70    | Participación: \| \| 76,48 % \| | Participación: \| \| 76,48 % \| |
| La Aldea de San Nicolás 13 concejales | Votantes    | Votantes                                        | 4.637 | Participación: \| \| 76,48 % \| | Participación: \| \| 76,48 % \| |
|                                       | 76,48 %     |                                                 |       |                                 |                                 |

## Arucas
| Arucas 21 concejales | Candidatura | Candidatura                                     | Votos  | %                               | Con.                            |
| -------------------- | ----------- | ----------------------------------------------- | ------ | ------------------------------- | ------------------------------- |
| Arucas 21 concejales |             | Partido Socialista Obrero Español (PSOE)        | 7.121  | 38,31                           | 9                               |
| Arucas 21 concejales |             | Partido Popular (PP)                            | 2.892  | 15,55                           | 4                               |
| Arucas 21 concejales |             | Nueva Canarias-Frente Amplio Canarista (NC-FAC) | 2.063  | 11,09                           | 2                               |
| Arucas 21 concejales |             | Vox (VOX)                                       | 1.689  | 9,08                            | 2                               |
| Arucas 21 concejales |             | Unidos por Gran Canaria (UxGC)                  | 1.481  | 7,96                            | 2                               |
| Arucas 21 concejales |             | Coalición Canaria (CCa)                         | 1.440  | 7,74                            | 1                               |
| Arucas 21 concejales |             | Podemos (PODEMOS)                               | 961    | 5,17                            | 1                               |
| Arucas 21 concejales |             | Izquierda Unida (IU)                            | 348    | 1,87                            |                                 |
| Arucas 21 concejales |             | Hablemos Ahora (HABLEMOS AHORA)                 | 187    | 1,00                            |                                 |
| Arucas 21 concejales | En blanco   | En blanco                                       | 405    | 2,17                            |                                 |
| Arucas 21 concejales | Votos nulos | Votos nulos                                     | 470    | Participación: \| \| 59,01 % \| | Participación: \| \| 59,01 % \| |
| Arucas 21 concejales | Votantes    | Votantes                                        | 19.057 | Participación: \| \| 59,01 % \| | Participación: \| \| 59,01 % \| |
|                      | 59,01 %     |                                                 |        |                                 |                                 |

## Firgas
| Firgas 13 concejales | Candidatura | Candidatura                                      | Votos | %                               | Con.                            |
| -------------------- | ----------- | ------------------------------------------------ | ----- | ------------------------------- | ------------------------------- |
| Firgas 13 concejales |             | Compromiso por Firgas-Nueva Canarias (COMFIR-NC) | 1.790 | 40,42                           | 6                               |
| Firgas 13 concejales |             | Unidos por Gran Canaria (UxGC)                   | 664   | 14,99                           | 2                               |
| Firgas 13 concejales |             | Partido Socialista Obrero Español (PSOE)         | 546   | 12,33                           | 2                               |
| Firgas 13 concejales |             | Coalición Canaria (CCa)                          | 539   | 12,17                           | 2                               |
| Firgas 13 concejales |             | Partido Popular (PP)                             | 456   | 10,29                           | 1                               |
| Firgas 13 concejales |             | Hablemos Ahora (HABLEMOS AHORA)                  | 231   | 5,21                            | 0                               |
| Firgas 13 concejales |             | Vox (VOX)                                        | 138   | 3,11                            |                                 |
| Firgas 13 concejales | En blanco   | En blanco                                        | 64    | 1,44                            |                                 |
| Firgas 13 concejales | Votos nulos | Votos nulos                                      | 96    | Participación: \| \| 68,96 % \| | Participación: \| \| 68,96 % \| |
| Firgas 13 concejales | Votantes    | Votantes                                         | 4.524 | Participación: \| \| 68,96 % \| | Participación: \| \| 68,96 % \| |
|                      | 68,96 %     |                                                  |       |                                 |                                 |

## Gáldar
| Gáldar 21 concejales | Candidatura | Candidatura                                   | Votos  | %                               | Con.                            |
| -------------------- | ----------- | --------------------------------------------- | ------ | ------------------------------- | ------------------------------- |
| Gáldar 21 concejales |             | Bloque Nacionalista Rural-N.Canarias (BNR-NC) | 11.245 | 78,84                           | 19                              |
| Gáldar 21 concejales |             | Partido Socialista Obrero Español (PSOE)      | 996    | 6,98                            | 1                               |
| Gáldar 21 concejales |             | Unidos por Gran Canaria (UxGC)                | 862    | 6,04                            | 1                               |
| Gáldar 21 concejales |             | Partido Popular (PP)                          | 306    | 2,14                            |                                 |
| Gáldar 21 concejales |             | Coalición Canaria (CCa)                       | 277    | 1,94                            |                                 |
| Gáldar 21 concejales |             | Vox (VOX)                                     | 252    | 1,76                            |                                 |
| Gáldar 21 concejales |             | Unidas Sí Podemos (USP)                       | 220    | 1,54                            |                                 |
| Gáldar 21 concejales | En blanco   | En blanco                                     | 105    | 0,73                            |                                 |
| Gáldar 21 concejales | Votos nulos | Votos nulos                                   | 154    | Participación: \| \| 69,27 % \| | Participación: \| \| 69,27 % \| |
| Gáldar 21 concejales | Votantes    | Votantes                                      | 14.417 | Participación: \| \| 69,27 % \| | Participación: \| \| 69,27 % \| |
|                      | 69,27 %     |                                               |        |                                 |                                 |

## Ingenio
| Ingenio 21 concejales | Candidatura | Candidatura                               | Votos  | %                               | Con.                            |
| --------------------- | ----------- | ----------------------------------------- | ------ | ------------------------------- | ------------------------------- |
| Ingenio 21 concejales |             | Forum Drago-Nueva Canarias (FD-NC)        | 5.173  | 35,05                           | 9                               |
| Ingenio 21 concejales |             | Partido Socialista Obrero Español (PSOE)  | 2.871  | 19,45                           | 5                               |
| Ingenio 21 concejales |             | Partido Popular-Proyecto Somos (PP-SOMOS) | 2.487  | 16,85                           | 4                               |
| Ingenio 21 concejales |             | Agrupa Sureste (AGS)                      | 1.127  | 7,63                            | 1                               |
| Ingenio 21 concejales |             | Vox (VOX)                                 | 1.027  | 6,96                            | 1                               |
| Ingenio 21 concejales |             | Coalición Canaria (CCa)                   | 743    | 5,03                            | 1                               |
| Ingenio 21 concejales |             | Unidos por Gran Canaria (UxGC)            | 634    | 4,29                            |                                 |
| Ingenio 21 concejales |             | Hablemos Ahora (HABLEMOS AHORA)           | 240    | 1,62                            |                                 |
| Ingenio 21 concejales |             | Reunir Canarias Sostenible                | 193    | 1,30                            |                                 |
| Ingenio 21 concejales | En blanco   | En blanco                                 | 260    | 1,76                            |                                 |
| Ingenio 21 concejales | Votos nulos | Votos nulos                               | 287    | Participación: \| \| 58,30 % \| | Participación: \| \| 58,30 % \| |
| Ingenio 21 concejales | Votantes    | Votantes                                  | 15.042 | Participación: \| \| 58,30 % \| | Participación: \| \| 58,30 % \| |
|                       | 58,30 %     |                                           |        |                                 |                                 |

## Mogán
| Mogán 21 concejales | Candidatura | Candidatura                                     | Votos | %                               | Con.                            |
| ------------------- | ----------- | ----------------------------------------------- | ----- | ------------------------------- | ------------------------------- |
| Mogán 21 concejales |             | Juntos por Mogán (JPM)                          | 5.188 | 71,65                           | 17                              |
| Mogán 21 concejales |             | Nueva Canarias-Frente Amplio Canarista (NC-FAC) | 736   | 10,16                           | 2                               |
| Mogán 21 concejales |             | Partido Socialista Obrero Español (PSOE)        | 693   | 9,57                            | 2                               |
| Mogán 21 concejales |             | Unidos por Gran Canaria (UxGC)                  | 218   | 3,01                            |                                 |
| Mogán 21 concejales |             | Vox (VOX)                                       | 205   | 2,83                            |                                 |
| Mogán 21 concejales |             | Partido Popular (PP)                            | 155   | 2,14                            |                                 |
| Mogán 21 concejales | En blanco   | En blanco                                       | 45    | 0,62                            |                                 |
| Mogán 21 concejales | Votos nulos | Votos nulos                                     | 66    | Participación: \| \| 60,92 % \| | Participación: \| \| 60,92 % \| |
| Mogán 21 concejales | Votantes    | Votantes                                        | 7.306 | Participación: \| \| 60,92 % \| | Participación: \| \| 60,92 % \| |
|                     | 60,92 %     |                                                 |       |                                 |                                 |

## Moya
| Moya 13 concejales | Candidatura | Candidatura                                     | Votos | %                               | Con.                            |
| ------------------ | ----------- | ----------------------------------------------- | ----- | ------------------------------- | ------------------------------- |
| Moya 13 concejales |             | Partido Popular (PP)                            | 2.941 | 64,85                           | 10                              |
| Moya 13 concejales |             | Partido Socialista Obrero Español (PSOE)        | 678   | 14,95                           | 2                               |
| Moya 13 concejales |             | Nueva Canarias-Frente Amplio Canarista (NC-FAC) | 435   | 9,59                            | 1                               |
| Moya 13 concejales |             | Coalición Canaria (CCa)                         | 158   | 3,48                            |                                 |
| Moya 13 concejales |             | Vox (VOX)                                       | 126   | 2,77                            |                                 |
| Moya 13 concejales |             | Unidos por Gran Canaria (UxGC)                  | 101   | 2,22                            |                                 |
| Moya 13 concejales | En blanco   | En blanco                                       | 96    | 2,11                            |                                 |
| Moya 13 concejales | Votos nulos | Votos nulos                                     | 97    | Participación: \| \| 69,47 % \| | Participación: \| \| 69,47 % \| |
| Moya 13 concejales | Votantes    | Votantes                                        | 4.632 | Participación: \| \| 69,47 % \| | Participación: \| \| 69,47 % \| |
|                    | 69,47 %     |                                                 |       |                                 |                                 |

## Las Palmas de Gran Canaria
| Las Palmas de Gran Canaria 29 concejales | Candidatura | Candidatura                                      | Votos   | %                               | Con.                            |
| ---------------------------------------- | ----------- | ------------------------------------------------ | ------- | ------------------------------- | ------------------------------- |
| Las Palmas de Gran Canaria 29 concejales |             | Partido Socialista Obrero Español (PSOE)         | 50.494  | 33,07                           | 12                              |
| Las Palmas de Gran Canaria 29 concejales |             | Partido Popular (PP)                             | 41.515  | 27,19                           | 9                               |
| Las Palmas de Gran Canaria 29 concejales |             | Vox (VOX)                                        | 17.233  | 11,29                           | 4                               |
| Las Palmas de Gran Canaria 29 concejales |             | Nueva Canarias-Frente Amplio Canarista (NC-FAC)  | 9.347   | 6,12                            | 2                               |
| Las Palmas de Gran Canaria 29 concejales |             | Unidas Sí Podemos (USP)                          | 8.191   | 5,36                            | 1                               |
| Las Palmas de Gran Canaria 29 concejales |             | Coalición Canaria (CCa)                          | 7.944   | 5,19                            | 1                               |
| Las Palmas de Gran Canaria 29 concejales |             | Unidos por Gran Canaria (UxGC)                   | 5.066   | 3,31                            |                                 |
| Las Palmas de Gran Canaria 29 concejales |             | Drago Verdes Canarias (DVC)                      | 2.875   | 1,88                            |                                 |
| Las Palmas de Gran Canaria 29 concejales |             | Hablemos Ahora (HABLEMOS AHORA)                  | 2.598   | 1,70                            |                                 |
| Las Palmas de Gran Canaria 29 concejales |             | Partido Animalista Con el Medio Ambiente (PACMA) | 1.970   | 1,29                            |                                 |
| Las Palmas de Gran Canaria 29 concejales |             | Ciudadanos-Partido de la Ciudadanía (Cs)         | 643     | 0,42                            |                                 |
| Las Palmas de Gran Canaria 29 concejales |             | Tercera Edad en Acción (3a)                      | 535     | 0,35                            |                                 |
| Las Palmas de Gran Canaria 29 concejales |             | Partido Nacionalista Canario (PNC)               | 527     | 0,34                            |                                 |
| Las Palmas de Gran Canaria 29 concejales |             | Ahora Canarias - P. Comunista del Pueblo Canario | 514     | 0,33                            |                                 |
| Las Palmas de Gran Canaria 29 concejales |             | Reunir Canarias Sostenible                       | 489     | 0,32                            |                                 |
| Las Palmas de Gran Canaria 29 concejales |             | Contigo Somos Democracia (CONTIGO)               | 197     | 0,12                            |                                 |
| Las Palmas de Gran Canaria 29 concejales | En blanco   | En blanco                                        | 2.499   | 1,63                            |                                 |
| Las Palmas de Gran Canaria 29 concejales | Votos nulos | Votos nulos                                      | 2.140   | Participación: \| \| 50,69 % \| | Participación: \| \| 50,69 % \| |
| Las Palmas de Gran Canaria 29 concejales | Votantes    | Votantes                                         | 154.777 | Participación: \| \| 50,69 % \| | Participación: \| \| 50,69 % \| |
|                                          | 50,69 %     |                                                  |         |                                 |                                 |

## San Bartolomé de Tirajana
| San Bartolomé de Tirajana 25 concejales | Candidatura | Candidatura                                       | Votos  | %                               | Con.                            |
| --------------------------------------- | ----------- | ------------------------------------------------- | ------ | ------------------------------- | ------------------------------- |
| San Bartolomé de Tirajana 25 concejales |             | Partido Popular-AV San Bartolomé Tirajana (PP-AV) | 5.363  | 26,42                           | 7                               |
| San Bartolomé de Tirajana 25 concejales |             | Coalición Canaria (CCa)                           | 4.829  | 23,79                           | 7                               |
| San Bartolomé de Tirajana 25 concejales |             | Partido Socialista Obrero Español (PSOE)          | 4.046  | 19,93                           | 6                               |
| San Bartolomé de Tirajana 25 concejales |             | Nueva Canarias-Frente Amplio Canarista (NC-FAC)   | 3.390  | 16,70                           | 5                               |
| San Bartolomé de Tirajana 25 concejales |             | Vox (VOX)                                         | 850    | 4,18                            |                                 |
| San Bartolomé de Tirajana 25 concejales |             | Hablemos Ahora (HABLEMOS AHORA)                   | 822    | 4,05                            |                                 |
| San Bartolomé de Tirajana 25 concejales |             | Unidas Sí Podemos (USP)                           | 311    | 1,52                            |                                 |
| San Bartolomé de Tirajana 25 concejales |             | Todo por San Bartolomé (TSBTME)                   | 256    | 1,26                            |                                 |
| San Bartolomé de Tirajana 25 concejales |             | Unidos por Gran Canaria (UxGC)                    | 234    | 1,15                            |                                 |
| San Bartolomé de Tirajana 25 concejales | En blanco   | En blanco                                         | 193    | 0,95                            |                                 |
| San Bartolomé de Tirajana 25 concejales | Votos nulos | Votos nulos                                       | 205    | Participación: \| \| 57,68 % \| | Participación: \| \| 57,68 % \| |
| San Bartolomé de Tirajana 25 concejales | Votantes    | Votantes                                          | 20.499 | Participación: \| \| 57,68 % \| | Participación: \| \| 57,68 % \| |
|                                         | 57,68 %     |                                                   |        |                                 |                                 |

## Santa Brígida
| Santa Brígida 17 concejales | Candidatura | Candidatura                                 | Votos | %                               | Con.                            |
| --------------------------- | ----------- | ------------------------------------------- | ----- | ------------------------------- | ------------------------------- |
| Santa Brígida 17 concejales |             | Partido Popular (PP)                        | 2.759 | 29,85                           | 5                               |
| Santa Brígida 17 concejales |             | Ando Sataute (ANDO)                         | 2.344 | 25,36                           | 5                               |
| Santa Brígida 17 concejales |             | Partido Socialista Obrero Español (PSOE)    | 1.431 | 15,48                           | 3                               |
| Santa Brígida 17 concejales |             | Unidos por Gran Canaria (UxGC)              | 1.056 | 11,42                           | 2                               |
| Santa Brígida 17 concejales |             | Plataforma Vecinal por Santa Brígida (PVSB) | 857   | 9,27                            | 1                               |
| Santa Brígida 17 concejales |             | Vox (VOX)                                   | 632   | 6,83                            | 1                               |
| Santa Brígida 17 concejales | En blanco   | En blanco                                   | 163   | 1,76                            |                                 |
| Santa Brígida 17 concejales | Votos nulos | Votos nulos                                 | 140   | Participación: \| \| 60,88 % \| | Participación: \| \| 60,88 % \| |
| Santa Brígida 17 concejales | Votantes    | Votantes                                    | 9.382 | Participación: \| \| 60,88 % \| | Participación: \| \| 60,88 % \| |
|                             | 60,88 %     |                                             |       |                                 |                                 |

## Santa Lucía de Tirajana
| Santa Lucía de Tirajana 25 concejales | Candidatura | Candidatura                                       | Votos  | %                               | Con.                            |
| ------------------------------------- | ----------- | ------------------------------------------------- | ------ | ------------------------------- | ------------------------------- |
| Santa Lucía de Tirajana 25 concejales |             | Nueva Canarias-Frente Amplio Canarista (NC-FAC)   | 8.207  | 30,00                           | 9                               |
| Santa Lucía de Tirajana 25 concejales |             | Partido Socialista Obrero Español (PSOE)          | 4.808  | 17,57                           | 5                               |
| Santa Lucía de Tirajana 25 concejales |             | La Fortaleza de Santa Lucía (La Fortaleza)        | 4.432  | 16,20                           | 5                               |
| Santa Lucía de Tirajana 25 concejales |             | Vox (VOX)                                         | 3.084  | 11,27                           | 3                               |
| Santa Lucía de Tirajana 25 concejales |             | Partido Popular-AV Sta Lucía Tirajana (AV STL-PP) | 2.516  | 9,19                            | 2                               |
| Santa Lucía de Tirajana 25 concejales |             | Unidos por Gran Canaria (UxGC)                    | 1.539  | 5,62                            | 1                               |
| Santa Lucía de Tirajana 25 concejales |             | Unidas Sí Podemos (USP)                           | 737    | 2,69                            |                                 |
| Santa Lucía de Tirajana 25 concejales |             | SOMOS Santa Lucía (Somos Santa Lucía)             | 550    | 2,01                            |                                 |
| Santa Lucía de Tirajana 25 concejales |             | Ahora Canarias - P. Comunista del Pueblo Canario  | 458    | 1,67                            |                                 |
| Santa Lucía de Tirajana 25 concejales |             | Plataforma Ahora Ansite                           | 430    | 1,57                            |                                 |
| Santa Lucía de Tirajana 25 concejales |             | Alianza Insular (ALIANZA INSULAR)                 | 127    | 0,46                            |                                 |
| Santa Lucía de Tirajana 25 concejales |             | Partido Feminista de España (PFE)                 | 87     | 0,31                            |                                 |
| Santa Lucía de Tirajana 25 concejales | En blanco   | En blanco                                         | 374    | 1,37                            |                                 |
| Santa Lucía de Tirajana 25 concejales | Votos nulos | Votos nulos                                       | 319    | Participación: \| \| 50,49 % \| | Participación: \| \| 50,49 % \| |
| Santa Lucía de Tirajana 25 concejales | Votantes    | Votantes                                          | 27.668 | Participación: \| \| 50,49 % \| | Participación: \| \| 50,49 % \| |
|                                       | 50,49 %     |                                                   |        |                                 |                                 |

## Santa María de Guía de Gran Canaria
| Santa María de Guía de Gran Canaria 17 concejales | Candidatura | Candidatura                                 | Votos | %                               | Con.                            |
| ------------------------------------------------- | ----------- | ------------------------------------------- | ----- | ------------------------------- | ------------------------------- |
| Santa María de Guía de Gran Canaria 17 concejales |             | Juntos por Guía-Nueva Canarias (JP-GUIA-NC) | 3.102 | 37,27                           | 7                               |
| Santa María de Guía de Gran Canaria 17 concejales |             | Unidos por Gran Canaria (UxGC)              | 1.573 | 18,90                           | 3                               |
| Santa María de Guía de Gran Canaria 17 concejales |             | Ahora Guía (AG)                             | 984   | 11,82                           | 2                               |
| Santa María de Guía de Gran Canaria 17 concejales |             | Partido Popular (PP)                        | 803   | 9,65                            | 2                               |
| Santa María de Guía de Gran Canaria 17 concejales |             | Partido Socialista Obrero Español (PSOE)    | 792   | 9,52                            | 2                               |
| Santa María de Guía de Gran Canaria 17 concejales |             | Coalición Canaria (CCa)                     | 784   | 9,42                            | 1                               |
| Santa María de Guía de Gran Canaria 17 concejales |             | Vox (VOX)                                   | 199   | 2,39                            |                                 |
| Santa María de Guía de Gran Canaria 17 concejales | En blanco   | En blanco                                   | 86    | 1,02                            |                                 |
| Santa María de Guía de Gran Canaria 17 concejales | Votos nulos | Votos nulos                                 | 132   | Participación: \| \| 71,55 % \| | Participación: \| \| 71,55 % \| |
| Santa María de Guía de Gran Canaria 17 concejales | Votantes    | Votantes                                    | 8.455 | Participación: \| \| 71,55 % \| | Participación: \| \| 71,55 % \| |
|                                                   | 71,55 %     |                                             |       |                                 |                                 |

## Tejeda
| Tejeda 9 concejales | Candidatura | Candidatura                                | Votos | %                               | Con.                            |
| ------------------- | ----------- | ------------------------------------------ | ----- | ------------------------------- | ------------------------------- |
| Tejeda 9 concejales |             | Agrupación de Electores por Tejeda (AET)   | 982   | 73,50                           | 7                               |
| Tejeda 9 concejales |             | Agrupación de Electores Tejeda X El Cambio | 277   | 20,73                           | 2                               |
| Tejeda 9 concejales |             | Hablemos Ahora (HABLEMOS AHORA)            | 35    | 2,61                            |                                 |
| Tejeda 9 concejales |             | Partido Socialista Obrero Español (PSOE)   | 13    | 0,97                            |                                 |
| Tejeda 9 concejales |             | Unidos por Gran Canaria (UxGC)             | 6     | 0,44                            |                                 |
| Tejeda 9 concejales | En blanco   | En blanco                                  | 23    | 1,72                            |                                 |
| Tejeda 9 concejales | Votos nulos | Votos nulos                                | 21    | Participación: \| \| 79,96 % \| | Participación: \| \| 79,96 % \| |
| Tejeda 9 concejales | Votantes    | Votantes                                   | 1.357 | Participación: \| \| 79,96 % \| | Participación: \| \| 79,96 % \| |
|                     | 79,96 %     |                                            |       |                                 |                                 |

## Telde
| Telde 27 concejales | Candidatura | Candidatura                                      | Votos  | %                               | Con.                            |
| ------------------- | ----------- | ------------------------------------------------ | ------ | ------------------------------- | ------------------------------- |
| Telde 27 concejales |             | Ciudadanos para el Cambio Canario (CIUCA)        | 10.223 | 22,19                           | 7                               |
| Telde 27 concejales |             | Partido Socialista Obrero Español (PSOE)         | 6.949  | 15,08                           | 5                               |
| Telde 27 concejales |             | Nueva Canarias-Frente Amplio Canarista (NC-FAC)  | 6.545  | 14,20                           | 4                               |
| Telde 27 concejales |             | Partido Popular (PP)                             | 6.200  | 13,45                           | 4                               |
| Telde 27 concejales |             | Coalición Canaria (CCa)                          | 4.440  | 9,63                            | 3                               |
| Telde 27 concejales |             | Vox (VOX)                                        | 2.883  | 6,25                            | 2                               |
| Telde 27 concejales |             | Más por Telde (+XT)                              | 2.732  | 5,93                            | 2                               |
| Telde 27 concejales |             | Unidos por Gran Canaria (UxGC)                   | 1.133  | 2,45                            |                                 |
| Telde 27 concejales |             | Izquierda Progresista de Telde (IPTelde)         | 987    | 2,14                            |                                 |
| Telde 27 concejales |             | Unidas Sí Podemos (USP)                          | 957    | 2,07                            |                                 |
| Telde 27 concejales |             | Drago Verdes Canarias (DVC)                      | 742    | 1,61                            |                                 |
| Telde 27 concejales |             | Hablemos Ahora (HABLEMOS AHORA)                  | 581    | 1,26                            |                                 |
| Telde 27 concejales |             | La Pepa Lo Nuestro (LO NUESTRO)                  | 342    | 0,74                            |                                 |
| Telde 27 concejales |             | Partido Roque de Gando (RG)                      | 259    | 0,56                            |                                 |
| Telde 27 concejales |             | Reunir Canarias Sostenible                       | 136    | 0,29                            |                                 |
| Telde 27 concejales |             | Tercera Edad en Acción (3a)                      | 118    | 0,25                            |                                 |
| Telde 27 concejales |             | Ahora Canarias - P. Comunista del Pueblo Canario | 93     | 0,20                            |                                 |
| Telde 27 concejales | En blanco   | En blanco                                        | 733    | 1,61                            |                                 |
| Telde 27 concejales | Votos nulos | Votos nulos                                      | 704    | Participación: \| \| 54,58 % \| | Participación: \| \| 54,58 % \| |
| Telde 27 concejales | Votantes    | Votantes                                         | 46.757 | Participación: \| \| 54,58 % \| | Participación: \| \| 54,58 % \| |
|                     | 54,58 %     |                                                  |        |                                 |                                 |

## Teror
| Teror 17 concejales | Candidatura | Candidatura                                     | Votos | %                               | Con.                            |
| ------------------- | ----------- | ----------------------------------------------- | ----- | ------------------------------- | ------------------------------- |
| Teror 17 concejales |             | Nueva Canarias-Frente Amplio Canarista (NC-FAC) | 2.236 | 30,66                           | 6                               |
| Teror 17 concejales |             | Partido Popular (PP)                            | 2.084 | 28,57                           | 6                               |
| Teror 17 concejales |             | Partido Socialista Obrero Español (PSOE)        | 1.710 | 23,45                           | 5                               |
| Teror 17 concejales |             | Coalición Canaria (CCa)                         | 323   | 4,42                            |                                 |
| Teror 17 concejales |             | Vox (VOX)                                       | 245   | 3,35                            |                                 |
| Teror 17 concejales |             | Hablemos Ahora (HABLEMOS AHORA)                 | 196   | 2,68                            |                                 |
| Teror 17 concejales |             | Drago Verdes Canarias (DVC)                     | 172   | 2,35                            |                                 |
| Teror 17 concejales |             | Teror con Cabeza (TCC)                          | 128   | 1,75                            |                                 |
| Teror 17 concejales |             | Unidos por Gran Canaria (UxGC)                  | 125   | 1,71                            |                                 |
| Teror 17 concejales | En blanco   | En blanco                                       | 73    | 1,00                            |                                 |
| Teror 17 concejales | Votos nulos | Votos nulos                                     | 116   | Participación: \| \| 67,95 % \| | Participación: \| \| 67,95 % \| |
| Teror 17 concejales | Votantes    | Votantes                                        | 7.408 | Participación: \| \| 67,95 % \| | Participación: \| \| 67,95 % \| |
|                     | 67,95 %     |                                                 |       |                                 |                                 |

## Valleseco
| Valleseco 11 concejales | Candidatura | Candidatura                                     | Votos | %                               | Con.                            |
| ----------------------- | ----------- | ----------------------------------------------- | ----- | ------------------------------- | ------------------------------- |
| Valleseco 11 concejales |             | Partido Popular (PP)                            | 1.729 | 70,05                           | 8                               |
| Valleseco 11 concejales |             | Partido Socialista Obrero Español (PSOE)        | 598   | 24,23                           | 3                               |
| Valleseco 11 concejales |             | Drago Verdes Canarias (DVC)                     | 56    | 2,26                            |                                 |
| Valleseco 11 concejales |             | Unidos por Gran Canaria (UxGC)                  | 23    | 0,93                            |                                 |
| Valleseco 11 concejales |             | Nueva Canarias-Frente Amplio Canarista (NC-FAC) | 20    | 0,81                            |                                 |
| Valleseco 11 concejales | En blanco   | En blanco                                       | 42    | 1,70                            |                                 |
| Valleseco 11 concejales | Votos nulos | Votos nulos                                     | 40    | Participación: \| \| 75,63 % \| | Participación: \| \| 75,63 % \| |
| Valleseco 11 concejales | Votantes    | Votantes                                        | 2.508 | Participación: \| \| 75,63 % \| | Participación: \| \| 75,63 % \| |
|                         | 75,63 %     |                                                 |       |                                 |                                 |

## Valsequillo de Gran Canaria
| Valsequillo de Gran Canaria 13 concejales | Candidatura | Candidatura                                         | Votos | %                               | Con.                            |
| ----------------------------------------- | ----------- | --------------------------------------------------- | ----- | ------------------------------- | ------------------------------- |
| Valsequillo de Gran Canaria 13 concejales |             | Asociación de Barrios ASBA (ASBA)                   | 2.006 | 35,44                           | 6                               |
| Valsequillo de Gran Canaria 13 concejales |             | Asamblea Valsequillera (ASAVA)                      | 1.383 | 24,43                           | 4                               |
| Valsequillo de Gran Canaria 13 concejales |             | El Cambio Necesario (PSOE-VPL)                      | 560   | 9,89                            | 1                               |
| Valsequillo de Gran Canaria 13 concejales |             | Plataforma Vecinal por Valsequillo Tajinaste (PorV) | 489   | 8,64                            | 1                               |
| Valsequillo de Gran Canaria 13 concejales |             | Coalición Canaria (CCa)                             | 481   | 8,49                            | 1                               |
| Valsequillo de Gran Canaria 13 concejales |             | Unidos por Gran Canaria (UxGC)                      | 265   | 4,68                            |                                 |
| Valsequillo de Gran Canaria 13 concejales |             | Partido Popular (PP)                                | 258   | 4,55                            |                                 |
| Valsequillo de Gran Canaria 13 concejales |             | Vox (VOX)                                           | 156   | 2,75                            |                                 |
| Valsequillo de Gran Canaria 13 concejales | En blanco   | En blanco                                           | 61    | 1,07                            |                                 |
| Valsequillo de Gran Canaria 13 concejales | Votos nulos | Votos nulos                                         | 64    | Participación: \| \| 72,72 % \| | Participación: \| \| 72,72 % \| |
| Valsequillo de Gran Canaria 13 concejales | Votantes    | Votantes                                            | 5.723 | Participación: \| \| 72,72 % \| | Participación: \| \| 72,72 % \| |
|                                           | 72,72 %     |                                                     |       |                                 |                                 |

## Vega de San Mateo
| Vega de San Mateo 13 concejales | Candidatura | Candidatura                               | Votos | %                               | Con.                            |
| ------------------------------- | ----------- | ----------------------------------------- | ----- | ------------------------------- | ------------------------------- |
| Vega de San Mateo 13 concejales |             | Asamblea de Vecinos de San Mateo (AVESAN) | 2.079 | 45,16                           | 6                               |
| Vega de San Mateo 13 concejales |             | Unión Veguera (UVE)                       | 897   | 19,58                           | 3                               |
| Vega de San Mateo 13 concejales |             | Alternativa por San Mateo (AxSM)          | 663   | 14,47                           | 2                               |
| Vega de San Mateo 13 concejales |             | Partido Socialista Obrero Español (PSOE)  | 627   | 13,69                           | 2                               |
| Vega de San Mateo 13 concejales |             | Partido Popular (PP)                      | 190   | 4,14                            |                                 |
| Vega de San Mateo 13 concejales |             | Vox (VOX)                                 | 84    | 1,83                            |                                 |
| Vega de San Mateo 13 concejales |             | Unidos por Gran Canaria (UxGC)            | 24    | 0,52                            |                                 |
| Vega de San Mateo 13 concejales | En blanco   | En blanco                                 | 26    | 0,56                            |                                 |
| Vega de San Mateo 13 concejales | Votos nulos | Votos nulos                               | 56    | Participación: \| \| 70,22 % \| | Participación: \| \| 70,22 % \| |
| Vega de San Mateo 13 concejales | Votantes    | Votantes                                  | 4.646 | Participación: \| \| 70,22 % \| | Participación: \| \| 70,22 % \| |
|                                 | 70,22 %     |                                           |       |                                 |                                 |